# Mechi Rajmarg
Der Mechi Rajmarg (Nepali मेची राजमार्ग; englisch Mechi Highway) ist eine Fernstraße im Osten Nepals, die in Nord-Süd-Richtung durch die namensgebende Verwaltungszone Mechi führt.
Die 268 km lange Überlandstraße verbindet die Distrikthauptstädte der Verwaltungszone Mechi. Dabei überquert sie die Bergketten des Vorderen Himalaya sowie die vorgelagerte Ebene des östlichen Terai Nepals.
Von Taplejung, dem nördlichen Endpunkt, führt die Fernstraße über die linken Tamor-Nebenflüsse Kabeli und Hewa nach Phidim. Anschließend durchquert sie den Distrikt Ilam und passiert die Städte Ilam und Suryodaya. Der Mechi Rajmarg verlässt das Bergland und erreicht Birtamod, wo die Kreuzung mit dem Mahendra Rajmarg, liegt. Die Straße führt weiter nach Süden. Sie passiert Bhadrapur, das am Westufer des Mechi-Flusses liegt, und endet schließlich bei Kechana im äußersten Südosten Nepals an der Grenze zu Indien.